# Comuna Mîrcea, Borodeanka
Mîrcea (în ucraineană Мирча) este o comună în raionul Borodeanka, regiunea Kiev, Ucraina, formată din satele Koblîțea, Koblîțkîi Lis, Mîrcea (reședința), Talske și Velîkîi Lis.

## Demografie
Componența lingvistică a comunei Mîrcea
     Ucraineană (97,23%)
     Rusă (2,57%)
     Alte limbi (0,1%)
Conform recensământului din 2001, majoritatea populației comunei Mîrcea era vorbitoare de ucraineană (97,23%), existând în minoritate și vorbitori de rusă (2,57%).